# Vụ Trang thiết bị và Công trình y tế (Việt Nam)
Cục Cơ sở hạ tầng và Thiết bị y tế là cơ quan trực thuộc Bộ Y tế, có chức năng tham mưu giúp Bộ trưởng Bộ Y tế quản lý nhà nước về trang thiết bị y tế; quản lý máy móc, thiết bị chuyên dùng trong hoạt động sự nghiệp y tế và quản lý hoạt động đầu tư xây dựng công trình y tế.
Cục Cơ sở hạ tầng và Thiết bị y tế thành lập ngày 27/12/2007, theo Nghị định số 188/2007/NĐ-CP ngày 27/12/2007 của Chính phủ.
Chức năng, nhiệm vụ, quyền hạn và cơ cấu tổ chức của Cục Cơ sở hạ tầng và Thiết bị y tế được quy định tại Quyết định số 2316/QĐ-BYT ngày 26/5/2023 của Bộ trưởng Bộ Y tế.

## Nhiệm vụ và quyền hạn
Theo Điều 2, Quyết định số 2316/QĐ-BYT ngày 26/5/2023 của Bộ trưởng Bộ Y tế, Cục Cơ sở hạ tầng và Thiết bị y tế có các nhiệm vụ, quyền hạn chính:
- Về lĩnh vực trang thiết bị y tế:

1. Chủ trì xây dựng, trình Bộ trưởng Bộ Y tế hoặc cấp có thẩm quyền ban hành các văn bản quy phạm pháp luật về lĩnh vực trang thiết bị y tế bao gồm: phân loại, sản xuất, lưu hành, kinh doanh, mua bán, xuất khẩu, nhập khẩu, thông tin, quảng cáo, quản lý, bảo dưỡng, sửa chữa, sử dụng trang thiết bị y tế và các dịch vụ trang thiết bị y tế.
2. Đầu mối phối hợp với các Bộ, ngành và đơn vị liên quan xây dựng chiến lược, quy hoạch, định hướng, kế hoạch, chương trình, dự án, đề án phát triển hoạt động nghiên cứu, sản xuất, quản lý trang thiết bị y tế.
3. Đầu mối thẩm định hồ sơ, trình cấp có thẩm quyền cấp, cấp lại, gia hạn, đình chỉ, thu hồi: số lưu hành trang thiết bị y tế, giấy chứng nhận lưu hành tự do cho trang thiết bị y tế sản xuất trong nước, giấy phép nhập khẩu trang thiết bị y tế, giấy xác nhận nội dung quảng cáo trang thiết bị y tế, phiếu tiếp nhận hồ sơ công bố cơ sở đủ điều kiện phân loại, phiếu tiếp nhận hồ sơ công bố đủ điều kiện thực hiện dịch vụ tư vấn kỹ thuật, dịch vụ đánh giá sự phù hợp của trang thiết bị y tế theo quy định của pháp luật.
4. Thường trực Hội đồng tư vấn kỹ thuật trang thiết bị y tế của Bộ Y tế.
5. Chủ trì tổ chức thẩm định danh mục, yêu cầu cấu hình, tính năng kỹ thuật của các trang thiết bị y tế được đầu tư bằng các nguồn vốn thuộc thẩm quyền quản lý của Bộ Y tế và các đơn vị trong ngành y tế theo phạm vi được phân công quản lý.
6. Chủ trì tổ chức thẩm định, trình Bộ trưởng Bộ Y tế ban hành quyết định phê duyệt các dự án đầu tư và kế hoạch lựa chọn nhà thầu cung cấp trang thiết bị y tế bằng nguồn vốn đầu tư phát triển và vốn trái phiếu Chính phủ; tham gia phối hợp với Vụ Kế hoạch - Tài chính thẩm định các dự án đầu tư mua sắm trang thiết bị y tế bằng các nguồn vốn khác thuộc thẩm quyền quản lý của Bộ Y tế.
7. Chủ trì, phối hợp với các cơ quan liên quan hướng dẫn tổ chức thực hiện và kiểm tra, giám sát việc thực hiện các quy định của pháp luật về quản lý, sử dụng trang thiết bị y tế, máy móc và thiết bị chuyên dùng trong hoạt động sự nghiệp y tế.
8. Phối hợp với Cục Khoa học công nghệ và Đào tạo và các đơn vị liên quan trong việc hướng dẫn, kiểm tra, giám sát công tác thử trang thiết bị y tế trên lâm sàng.

- Về lĩnh vực quản lý đầu tư xây dựng công trình y tế:

1. Chủ trì xây dựng, trình Bộ trưởng Bộ Y tế ban hành quy định về quản lý đầu tư xây dựng công trình y tế trong các cơ quan, đơn vị thuộc và trực thuộc Bộ Y tế.
2. Thường trực Hội đồng tư vấn thẩm định dự án đầu tư xây dựng công trình của Bộ Y tế.
3. Chủ trì phối hợp với các Vụ, Cục, cơ quan liên quan thẩm định và trình Bộ trưởng Bộ Y tế ban hành các quyết định phê duyệt dự án đầu tư, thiết kế cơ sở, thiết kế kỹ thuật hoặc thiết kế bản vẽ thi công, dự toán của các dự án đầu tư xây dựng bằng các nguồn vốn đầu tư phát triển và vốn trái phiếu Chính phủ; thẩm định, trình Bộ trưởng phê duyệt kế hoạch lựa chọn nhà thầu các dự án đầu tư xây dựng bằng nguồn vốn đầu tư phát triển và vốn trái phiếu Chính phủ.
4. Đầu mối quản lý chất lượng công trình xây dựng chuyên ngành y tế; tham gia công tác giám sát, đánh giá chất lượng các dự án đầu tư xây dựng công trình thuộc thẩm quyền quản lý của Bộ Y tế;

- Thực hiện các nhiệm vụ khác do Bộ trưởng Bộ Y tế phân công và theo quy định của Quyết định.

## Lãnh đạo Cục[2]
- Cục trưởng: Nguyễn Minh Lợi[3]
- Phó Cục trưởng:

1. Nguyễn Tử Hiếu[4]
2. Nguyễn Anh Tú[5]
3. Lê Văn Dụng

## Cơ cấu tổ chức
(Theo Khoản 2, Điều 3, Quyết định số 2316/QĐ-BYT ngày 26/5/2023 của Bộ trưởng Bộ Y tế)

### Các đơn vị thực hiện chức năng quản lý nhà nước
- Văn phòng Cục
- Phòng Quản lý Công trình y tế
- Phòng Quản lý đăng ký và kinh doanh thiết bị y tế
- Phòng Quản lý chất lượng và sử dụng thiết bị y tế

### Các đơn vị sự nghiệp
- Trung tâm Hỗ trợ, phát triển công trình và thiết bị y tế

## Bê bối
Ngày 31/12/2021, Cơ quan cảnh sát điều tra Bộ Công an ra quyết định khởi tố ông Nguyễn Minh Tuấn, nguyên Vụ trưởng Vụ Trang thiết bị và Công trình y tế (Bộ Y tế), để điều tra về những sai phạm liên quan trong vụ án nâng khống giá kit xét nghiệm COVID-19 của lãnh đạo Công ty Việt Á.